# Arab States Broadcasting Union

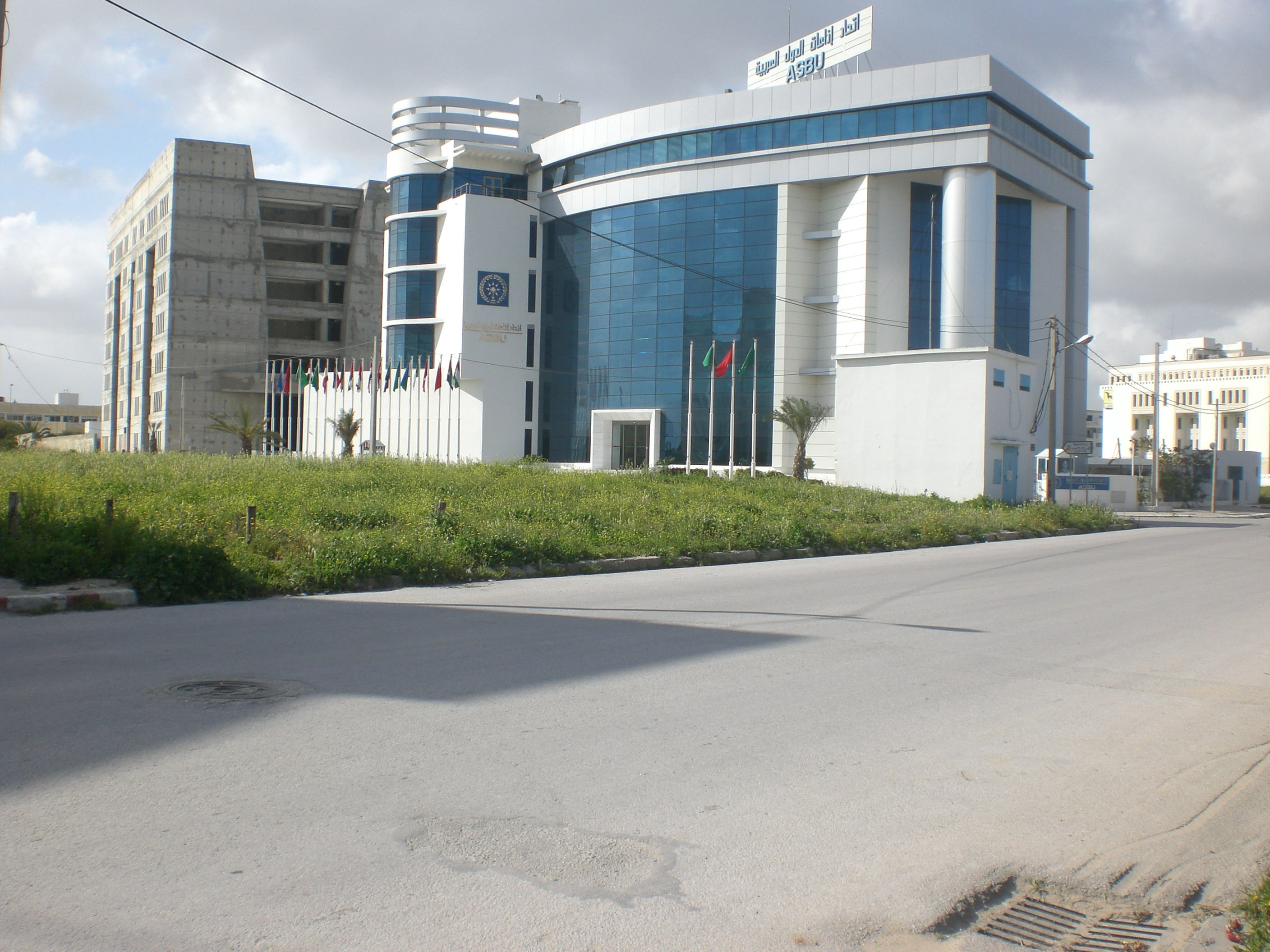
Verwaltungsgebäude der ASBU in Tunis

Aktive Mitgliedsländer der ASBU

Die Arab States Broadcasting Union (ASBU; arabisch اتحاد إذاعات الدول العربية, DMG ittiḥād iḏāʿāt ad-duwal al-ʿarabīya; deutsch: Rundfunkunion der Arabischen Staaten) ist ein Zusammenschluss von Rundfunkanstalten aus Ländern der Arabischen Liga. Er beruht auf einer Konvention aus dem Jahr 1955; die erste Generalversammlung fand 1969 in Khartum statt. Sitz der Organisation war ursprünglich Kairo und ist seit 1979 Tunis.
Das zugehörige Arab News and Programs Exchange Center befindet sich seit 1980 in Algier; das ursprüngliche technische Zentrum in Khartum besteht nicht mehr.

## Mitglieder

### Aktive Mitglieder
- Ägypten: National Media Authority (NMA)
- Algerien: Établissement public de radiodiffusion sonore (EPRS), Établissement public de télévision (EPTV), Télédiffusion d’Algérie (TDA)
- Bahrain: Ministry of Information[3]
- Dschibuti: Radiodiffusion Télévision de Djibouti (RTD)
- Irak: Iraqi Media Network (IMN)
- Jemen: Yemen General Corporation for Radio and TV (YGCRTV)
- Jordanien: Jordan Radio and Television Corporation (JRTV)
- Katar: Qatar Media Corporation (QMC)
- Komoren: Office de Radio et Télévision des Comores (ORTC)
- Kuwait: Ministry of Information[4]
- Libanon: Radio Liban, Télé Liban (TL)
- Libyen: Libyan National TV (الوطنية, LNTV)
- Marokko: Société Nationale de Radiodiffusion et de Télévision (SNRT)
- Mauretanien: Radio de Mauritanie (TM), TV de Mauritanie (TVM), Télédiffusion de Mauritanie (TDM)
- Oman: Ministry of Information[5]
- Palästina: Palestinian Broadcasting Corporation (PBC)
- Saudi-Arabien: Saudi Broadcasting Authority (SBA)
- Somalia: Radio Mogadischu, Somaliland National TV (SLNTV)
- Sudan: Ministry of Information (einschließlich Sudan TV)[6]
- Syrien: Organisation de la Radio et la Télévision Arabe Syrienne (ORTAS)
- Tunesien: Radio Tunisienne, Télévision Tunisienne, Office National de la Télédiffusion
- Vereinigte Arabische Emirate: Abu Dhabi Media (ADM), Dubai Media Incorporated (DMI)

### Teilnehmendes Mitglied
- Saudi-Arabien: Middle East Broadcasting Center (MBC)

### Assoziierte Mitglieder
- Frankreich: France Médias Monde
- Italien: Rai – Radiotelevisione Italiana
- Jordanien: Al-Mamlaka TV Channel
- Libyen: Official Libya Channel, Holy Quran Radio
- Saudi-Arabien: Asharq News
- Sudan: Tayba Radio and Television, Africa TV, Beladi Radio, Saheroon FM
- Vereinigte Arabische Emirate: Zayed Radio for Qura'an
- Volksrepublik China: China Global Television Network (CGTN)